# 川島カヨ
川島 カヨ（かわしま かよ、本名：川島 圭代（読み同じ）、1975年〈昭和50年〉8月31日 - ）は、ニッポン放送を中心に活動する放送作家。京都府出身。愛称は「カヨちゃん」（ナインティナイン、出川哲朗、福山雅治、荘口彰久、くりぃむしちゅー、土屋礼央、西川貴教、aikoらから呼ばれている）。

## 人物
ますだおかだ・増田英彦が書いたWeb日記(2002年)によると、ますだおかだが出演していた毎日放送『ヤングタウン』の常連リスナーであり、岡田圭右がリスナーを集めて作った草野球チーム「岡田凡バーズ」のマネージャーを務めていたという。
『ナインティナインのオールナイトニッポン』（『@llnightnippon.com』時代も含む）や、『福山雅治のオールナイトニッポンサタデースペシャル・魂のラジオ』（番組は継続・2006年9月30日まで担当）、『aikoの@llnightnippon.com』（終了）などの作家をし、主に番組の構成やANNのホームページ製作やハガキ、FAXやメールの仕分けなど担当していた。
2006年4月18日（中部地区）には中京テレビ制作の『女優魂』に出演。過去には、フジテレビ『100%キャイ〜ン!』でナインティナインとキャイ〜ンがニッポン放送内でアツアツおでん対決をした時に、審査委員として出演したこともある。
2008年6月4日、日本テレビ『カートゥンKAT-TUN』の企画に、赤西仁と女性構成作家の1人として出演。

## 担当番組

### 現在
- ナインティナインのオールナイトニッポン（『@llnightnippon.com』・『ナインティナイン岡村隆史のオールナイトニッポン』時代含む、ニッポン放送、木曜25:00 - 27:00）
- クイズ・ドレミファドン! (フジテレビ、不定期特別番組)

### 過去
- NEWS ZERO（日本テレビ）
- 福山雅治のオールナイトニッポンサタデースペシャル・魂のラジオ（ニッポン放送、土曜23:30 - 25:00）※2006年9月30日まで
- 高橋名人の16SHOT RADIO（聞き手役。JFN RECO）
- ココリコミラクルタイプ（フジテレビ）※一時期担当
- デリバリー・スマップ デリ!スマ（フジテレビ）
- aikoの@llnightnippon.com（ニッポン放送、水曜25:00 - 27:00）
- 中澤裕子のオールナイトニッポンサンデースペシャル（ニッポン放送、日曜23:00 - 24:30）
- あなたがいるから、矢口真里（ニッポン放送、日曜23:00 - 24:30）
- なんだ礼央化RADIO!（TOKYO FMハイブリッドインターネットラジオ、火曜22:00 - 不定）
- 美しき青木・ド・ナウ（テレビ朝日、月曜24:45 - 25:15）
- イチハチ（毎日放送）
- Oh!どや顔サミット（朝日放送）
- 君たちナイスカポー〜SEX鑑定団〜（LaLa TV）
- ぶっちゃけ告白TV!カミングアウト!（フジテレビ）
- クイズ30〜団結せよ!〜（フジテレビ、日曜19:58 - 20:54）
- ウチくる!?（フジテレビ、日曜12:00 - 13:00）